# 保衛天安門廣場總指揮部
保卫天安门广场總指揮部成立于1989年5月24日。该组织的目的是建立强大的领导來领导学生运动。

## 組成
保衛天安門廣場總指揮部成員不多，超过一半的成員都是六四事件中著名的学生领袖。柴玲出任指揮部總指揮。该组织还有其他六名主要成员，但不是所有人都负责该组织的决策， 李錄、封从德、张伯笠、王丹和王超华当选为副指揮，而郭海峰则是秘书长。尽管王丹是副指挥之一，但他几乎没有参与决策。捍保衛天安門廣場總指揮部成立不久，王超华因與其他成員有分歧而离开该组织并宣布辞职。

## 宣誓
在1989年5月24日上午10:00，柴玲在天安门广场上向人群宣誓：
“为了推进祖国民主化进程，为了维护宪法的尊严，为了中华民族不沦落为法西斯的专制统治，......我愿用我全部的生命和忠诚，誓死保卫天安门，保卫首都北京，保卫共和国。排除万难，斗争到底！”
根据柴玲的书《向往自由的心》，以及吴仁华的书《重大事件》（Major Events），當天至少有十万人聚集在天安门廣場跟著柴玲宣誓。王丹宣布组建保衛天安門廣場總指揮部后，一些人也加入了他们的行列。

## 行動
保衛天安門廣場總指揮部采取各种措施保护在天安门广场參加抗议的学生。他们的第一个任务是安装广播系统，以建立权威并向抗议者发布指示。该廣播系统迅速拓展到其他用途。在六一儿童节那天，广播的范围进一步扩大，廣播開始向儿童傳播民主信息，并希望接受信息的兒童如果能讀大學的話可以延續民主運動。李錄在回忆录中指出，6月3日早些时候，该廣播系统被用来通过演奏贝多芬的音樂来安抚躁动的学生，目的是防止学生之间發生暴力事件。指揮部还將每天两个小时的播報时间用於播報學生們的想法，任何人都可以通過廣播向群众宣傳他们的想法。不過指揮部的揚聲器功率很低，很容易被政府的扬声器淹没。该系统的最後一次廣播是在6月3日报告了广场周围街道上发生的第一批暴力行为。但是，中国共产党说，学生是在非法安装扬声器，少数人利用揚聲器攻击党和国家领导人，宣传反革命，并企圖推翻中国共产党。
指揮部建立了一个學生纠察队，並且設置路障，以控制天安門广场周围的街道。学者安德鲁·斯科贝尔（Andrew Scobell）同意李錄的观点，即学生纠察队在6月3日之前有效地阻擋中国人民解放军。在5月23日至6月3日期间，部队被勒令不得驅趕手無寸鐵的学生。但後來解放軍被授权使用武力，解放军成功突破了学生纠察队防線进入了天安門广场，最終證明纠察队其實无力抵抗军队。镇压开始後，纠察队的职责就扩大了，包括在广场撤离期间维持秩序以及人身保护保衛天安門廣場總指揮部的领导人，这使得柴玲、封从德、李錄和王超华順利的逃脫。
總指揮部選擇了天安門廣場上的某個位置作為總指揮部中心，並在總指揮部中心附近建立了安全線。柴玲的著作《向往自由的心》的英文版提到，他们选拔出身体强壮的学生担任守衛工作，例如來自大连海事大学的學生负责保护广播設施。  为了增加總指揮部本身的安全，只有拿到通行證的学生领袖才能進入安全線內，并建立了双重警卫队防衛總指揮部中心。6月1日上午，柴玲和封从德一度遭人綁架，總指揮部的警卫花了一个小时才到达现场，这证明了这些安全措施其實效果有限。不過綁架發生時李錄很快來到現場並與綁架者對峙，最終綁架者逃跑，绑架被制止了。《向往自由的心》的中文版本提到，安全线仅建立在總指揮部中心位置及相關總指揮部领导者周围，而不是在整个天安門广场周围設立。学生领袖也表示对其安全措施的信心有限。5月30日之后，学生领袖相信，解放军在不久的将来，會衝入安全线，逮捕并杀死一些學生。不過後來解放軍確實突破了安全線，但是學生的警卫人员在从广场撤离的过程中完成了预定的任务，學生警衛人員緊跟在總指揮部的领导人周围，并协助總指揮部领导人安全撤离。
为了更好地为參與抗议的学生提供食物，總指揮部領導人每天只吃一块面包。總指揮部设立了自己的捐赠基金，该基金收到了來自中国中央电视台、私营部门和其他机构的大量捐款。值得注意的是，一场香港的音乐会为学生筹集了100万美元。不過，天安門广场内的各个学生组织有自己的捐赠资金。例如，天安門絕食指揮部于5月13日收回对天安門广场的控制权後，北京高校学生自治联合会就拒絕給予100万元人民币支援該組織。在中共获悉學生組織獲得资金贊助后，中共的官方立场是捐款来自反动势力，学生们會将資金用于購買通讯设备和非法武器。
为了讓外界增加对學生运动的支持，保衛天安門廣場總指揮部建立了与北京内外媒体的沟通渠道。考虑到抗议活动的规模和背景，外国媒体数量很多，一系列的新闻发布会則充当學生與媒體的主要沟通渠道，這些在整个抗议活动期间都可以找到例子。5月27日，王丹、吾爾開希和柴玲举行新聞發佈會，宣布他们打算在5月30日下令从天安門广场撤出。發佈會结束时，王丹列举了十个要点來宣传，抗议活动其實是和平的、愛國的、並推進中國的民主化。这次新聞發佈會成功地吸引了国际媒體的關注，其中包括《纽约时报》和《华盛顿邮报》等新闻媒体。6月3日，柴玲、李錄和封从德举行了另一場新聞發佈會，批评中共对非暴力的学生使用暴力。但是，这次新聞發佈會似乎被紧随其后的镇压行动所笼罩。

## 發佈的命令和事件
在六四事件中，保衛天安門廣場總指揮部发布了幾次命令。
- 1989年5月24日，保衛天安門廣場總指揮部成立。王丹宣布成立保衛天安門廣場總指揮部，柴玲帶領學生在天安門广场上宣誓。他们做出了四个决定：1. 该组织将负责天安门广场上的学生安全。2. 柴玲被选为總指揮。3.總指揮部应在48小时内完成对天安門广场的改組。4. 从现在开始，所有决策会议都将有来自学生团体、工人团体和商业团体的代表參加。[28]
- 1989年5月26日，保衛天安門廣場總指揮部邀请中国音乐学院的学生表演，以帮助天安門广场上的学生放松身心。流行歌曲歌手侯德健也来到了天安門广场。[29]
- 1989年5月28日晚上在7:00 ，保衛天安門廣場總指揮部宣布，学生们将留在天安門广场直到6月20日。保衛天安門廣場總指揮部副指揮王丹不同意这一决定，並離開了保衛天安門廣場總指揮部。[30]
- 1989年5月29日，保衛天安門廣場總指揮部副司令封從德承认，保衛天安門廣場總指揮部在管理捐款方面存在一些问题，他承诺保衛天安門廣場總指揮部将组成一个监督小组来解决问题。[31]
- 1989年5月30日，封從德和李錄组建了一个新的组织，不過在天安門广场上的任何地方都找不到保衛天安門廣場總指揮部總指揮柴玲。保衛天安門廣場總指揮部计划举行一場胜利大游行，但没人组织。[32]
- 1989年6月1日，保衛天安門廣場總指揮部举行新闻发布会，透露总指揮柴玲和她的丈夫封從德差点被三名不知名的“学生”绑架。他们认为，这些人是政府派来破坏学生组织的。[33]
- 1989年6月2日，保衛天安門廣場總指揮部总指揮柴玲接受了菲利普·坎宁安（Phillip J. Cunningham）的采访。后来，这次采访由BBC新闻播出。柴玲說，中共政府持續無視學生的訴求以及中国出現的绝食抗議情况，她希望其他国家的人能够支持他们的活动。[34]
- 1989年6月3日，保衛天安門廣場總指揮发布了“紧急动员令”。紧急动员令重申了“推翻李鹏政府”的想法，希望中国人民永远记住李鹏政府的行为。他们希望军队站在学生這一邊而不是“伪政府”那一邊。[35]